# Thiania demissa
Thiania demissa là một loài nhện trong họ Salticidae.
Loài này thuộc chi Thiania. Thiania demissa được Tord Tamerlan Teodor Thorell miêu tả năm 1892.